# Neplodnost
Neplodnost, též sterilita či infertilita znamená neschopnost generativního rozmnožování daného organismu – jak rostliny, tak živočicha. Opakem neplodnosti je plodnost čili fertilita.
U člověka znamená biologickou neschopnost jedince počít potomka, příp. porodit dítě. Vyskytuje se jak u mužů, tak u žen. Je klasifikována jako nemoc, kterou lze léčit, a to buď změnou životního stylu, nebo metodami asistované reprodukce. Z lékařského hlediska lze o neplodnosti mluvit až po jednom roce pravidelného nechráněného styku. Neplodnost může rovněž znamenat stav, kdy žena není schopna nosit dítě během celé doby těhotenství. Existuje mnoho biologických příčin neplodnosti, z nichž některé mohou být napraveny lékařským zásahem. Plodné ženy jsou přirozeně plodné před a během ovulace a přirozeně neplodné během zbytku menstruačního cyklu.
Podle Světové zdravotnické organizace (World Health Organization, WHO) je příčina neplodnosti páru na straně ženy ve 25 % případů, na straně muže ve 33 % případů. Postižení obou partnerů najednou se vyskytuje ve 20 %. Příčinu neplodnosti se při základním vyšetření nepodaří zjistit asi u 15 % párů, přičemž při podrobném vyšetření převažuje postižení muže. Mužský faktor se podílí na neplodnosti páru tedy nejméně v 53 %. Mnohé současné studie dokazují pomalou, ale setrvalou tendenci ke snižování kvality mužského ejakulátu během posledních 40 let.

## Příčiny
Příčinou neplodnosti člověka může být věk (proto také maximální věk dárců vajíček či spermií se pohybuje okolo 35 let), stres, chlamydie,, genetické poruchy aj.
Za snížení plodnosti (zvýšení výskytu vývojových vad, jako je rozštěp či fetální alkoholový syndrom) mohou teratogeny, jako je například kouření, alkohol atp.

## Příčiny neplodnosti u žen
Faktorů ovlivňujících ženskou plodnost je mnoho. Kromě vyššího věku může být důvodem neplodnosti genetická dispozice nebo některé z řady onemocnění.

### Hormonální faktory
Hormonální příčiny jsou nejčastější. Vychýlení menstruačního cyklu z normy (interval cyklu 28 + 3 dny a délka krvácení 3 až 5 dnů) ukazuje na možnou nesprávnou funkci vaječníků, která může způsobovat neplodnost.

### Endometrióza
Podstatou endometriózy je vznik ložisek (endometria) mimo děložní dutinu.

### Tubární faktory
Mezi tubární faktory se řadí neprůchodnost vejcovodů, kvůli níž se vajíčko nemůže dostat do dělohy a spermie se tak nedostanou k vajíčku. Za neplodnost může také úplná absence vejcovodů.

### Děložní faktory
Mezi děložní faktory se řadí abnormality v dutině dělohy, např. polypy či myomy, a také srůsty (Ashermanův syndrom). Za neplodnost mohou také vývojové vady dělohy, které se mohou projevovat silnějšími projevy menstruace nebo celoživotní bolestí v pánevní oblasti.

### Trendové příčiny
Do možnosti počít dítě se může promítat životní styl. Nadváha způsobená sedavým životním stylem zhoršuje tvorbu vajíček, zvyšuje riziko potratu, cukrovky a vysokého tlaku v těhotenství. Ačkoli nebyl prokázán přímý vliv alkoholu a drog na plodnost ženy, doporučuje se drogy a alkohol požívat v co nejmenší míře. Například marihuana obsahuje látky, které mohou způsobovat primární neplodnost.

## Příčiny mužské neplodnosti
Nejčastějším důvodem je narušená schopnost tvorby dostatečného počtu zdravých spermií, méně často jde o překážku v semenných cestách. Příčinami mohou být např. infekce močových cest, žilní městky varlete (varikokéla), úrazy šourku, kouření, alkohol, drogy, některé léky, některé operace, některé chemické látky, záření, časté saunování nebo horké koupele, dlouhé sezení (v autě, u pracovního stolu aj.). K těžkým poruchám tvorby spermií vede užívání anabolických steroidů sloužících k urychlení nárůstu svalové hmoty.
Věk: Zásadní je zdravotní stav. Je-li muž zdravý, může mít někdy děti bez problémů i po šedesátce. V opačném případě mohou nastat potíže s plodností již v mládí.

## Jak se zjišťuje neplodnost
U žen je prvním krokem při zjišťování plodnosti měření bazální teploty. Pro otěhotnění je třeba ovulovat a právě ovulaci provází zvýšená bazální teplota. Běžně se používají ovulační testy, které lze koupit v lékárně. Při podezření na neplodnost doporučuje gynekolog několik testů, které zahrnují ultrazvuk vaječníků, vejcovodů a dělohy společně s krevními testy.
U mužů je základním vyšetřením plodnosti vyšetření spermatu (spermiogram), poté vyšetření hormonálního prostředí a podle výsledků vyšetření odborným lékařem specializovaným na léčbu mužské neplodnosti.